# Muscicapa ferruginea

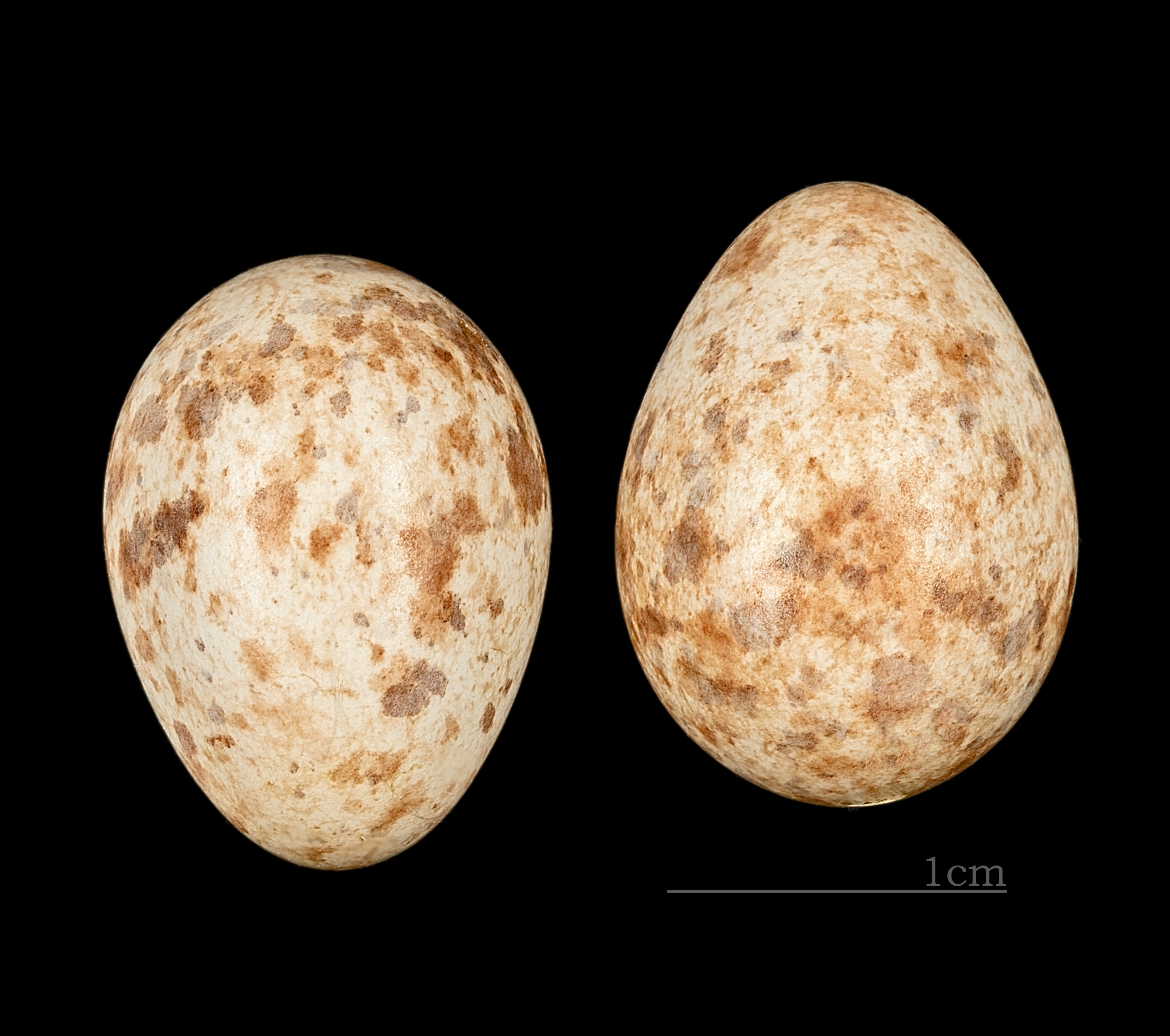
Huevos de Muscicapa ferruginea MHNT

El papamoscas herrumbroso (Muscicapa ferruginea) es una especie de ave passeriforme de la familia Muscicapidae. Se la encuentra en Asia.

## Distribución y hábitat
Se encuentra en Bangladés, Bután, China, Indonesia, Japón, Laos, Malasia, Myanmar, Nepal, las Filipinas, India, Singapur, Taiwán, Tailandia, y Vietnam. Su hábitat natural son los bosques tropicales montanos.